# Jyothigowdanapura, Chamarajanagar
Jyothigowdanapura là một làng thuộc tehsil Chamarajanagar, huyện Chamarajanagar, bang Karnataka, Ấn Độ.